# 赵楃
安康郡王趙楃（1112年—？），宋朝宗室。 
宋朝第八代皇帝宋徽宗赵佶的第二十子，生母不详，政和二年（1112年）九月出生，十二月賜名趙楃，授昭信軍節度使、檢校太尉，封衛國公。政和三年（1113年）正月，正三公官名，改授檢校少保。宣和六年（1124年）十一月，改封鄆國公。靖康元年（1126年）六月，自檢校少傅、橫海軍節度使改鎮安軍節度使，開府儀同三司，檢校太傅，進封安康郡王。随后靖康之变爆发，赵楃之后的宋徽宗皇子都没有来得及封亲王。赵楃曾经娶林氏女为妻，公元1130年在五国城生下一个女儿。